# Nosopsyllus argutus
Nosopsyllus argutus är en loppart som först beskrevs av Jordan et Rothschild 1921.  Nosopsyllus argutus ingår i släktet Nosopsyllus och familjen fågelloppor. Inga underarter finns listade i Catalogue of Life.